# IFAF Europe Champions League 2014
La IFAF Europe Champions League 2014 è stata la 1ª edizione del massimo torneo europeo di football americano, organizzato dalla IFAF Europe. Con i 13 team partecipanti la formula del campionato prevede quattro gironi territoriali (Nord, Sud, Est e Ovest), da ognuno dei quali si qualifica una squadra per le Final Four.
Ha avuto inizio il 12 aprile e si è conclusa il 13 luglio con la finale di Élancourt vinta per 36-29 dai finlandesi Helsinki Roosters sui serbi Beograd Vukovi.

## Squadre partecipanti
| Club                     | Città                     | Stadio                            | Sponsor ufficiale | Risultato nella stagione 2013                         |
| ------------------------ | ------------------------- | --------------------------------- | ----------------- | ----------------------------------------------------- |
| Beograd Vukovi           | Belgrado                  | Campo di Ada Ciganlija            |                   | Campioni di Serbia; Campioni CEFL                     |
| Black Panthers de Thonon | Thonon-les-Bains          | Stade Joseph-Moynat               |                   | Vincitori EFAF Cup; Campioni di Francia               |
| Boğaziçi Sultans         | Istanbul                  | Campo dell'Università del Bosforo |                   | Semifinalisti TAFL1                                   |
| Carlstad Crusaders       | Karlstad                  | Tingvalla IP                      |                   | Campioni di Svezia                                    |
| Cineplexx Blue Devils    | Hohenems                  |                                   |                   | Campioni Division I                                   |
| Copenhagen Towers        | Gentofte                  | Gentofte Sportspark               |                   | Semifinalisti EFAF Cup; Campioni di Danimarca         |
| Dauphins de Nice         | Nizza                     |                                   |                   | Semifinalisti EFAF Cup; semifinalisti D1              |
| Helsinki Roosters        | Helsinki                  | Velodromo di Helsinki             |                   | Quarti di finale EFL; campioni di Finlandia           |
| L'Hospitalet Pioners     | L'Hospitalet de Llobregat | Estadi Serrahima                  |                   | Vicecampioni EFAF Cup; campioni di Spagna             |
| London Blitz             | Londra                    | Finsbury Park                     |                   | Fase a Gironi EFAF Cup; vicecampioni di Gran Bretagna |
| Örebro Black Knights     | Örebro                    |                                   |                   | Vicecampioni di Svezia                                |
| Panthers Parma           | Parma                     | Stadio XXV Aprile                 |                   | Vincitori XXXIII Italian Superbowl                    |
| Templiers d'Élancourt    | Élancourt                 |                                   |                   | Semifinalisti D1                                      |

## Stagione regolare

### Calendario

#### 1ª giornata
| 12 aprile 2014 | Black Panthers de Thonon | 77 – 6 (28-0 21-0 14-0 14-7) | Cineplexx Blue Devils |  |

#### 2ª giornata
| 19 aprile 2014 | Templiers d'Élancourt | 51 – 14 (3-0 7-14 28-0 13-0) | London Blitz |  |

#### 3ª giornata
| 3 maggio 2014 | Carlstad Crusaders | 34 – 24 (7-6 14-11 6-0 7-7) | Copenhagen Towers |  |

| 3 maggio 2014 | Örebro Black Knights | 43 – 61 (7-21 9-20 14-7 13-13) | Helsinki Roosters |  |

| 4 maggio 2014 | Dauphins de Nice | 21 – 6 (0-0 14-0 0-0 7-6) | L'Hospitalet Pioners |  |

#### 4ª giornata
| Helsinki 17 maggio 2014 | Helsinki Roosters | 42 – 30 (0-17 14-0 21-13 7-0) referto | Carlstad Crusaders | Velodromo di Helsinki |

| 17 maggio 2014 | Copenhagen Towers | 20 – 30 (0-7 14-7 6-10 0-6) | Örebro Black Knights |  |

| 17 maggio 2014 | London Blitz | 34 – 26 (13-7 7-6 7-7 7-6) | Dauphins de Nice |  |

| 17 maggio 2014 | L'Hospitalet Pioners | 16 – 34 (7-7 0-7 3-14 6-6) | Templiers d'Élancourt |  |

| 18 maggio 2014 | Panthers Parma | 41 – 45 (7-20 20-7 7-3 7-15) | Black Panthers de Thonon |  |

| 18 maggio 2014 | Beograd Vukovi | 39 – 6 (6-0 18-0 15-0 0-6) | Boğaziçi Sultans |  |

#### 5ª giornata
| 29 maggio 2014 | Panthers Parma | 0 – 18 | Cineplexx Blue Devils |  |

### Classifica
La classifica della regular season è la seguente:
- PCT = percentuale di vittorie, G = partite giocate, V = partite vinte, P = partite perse, PF = punti fatti, PS = punti subiti
- La qualificazione alle Final Four è indicata in verde

#### Classifica Girone Nord
| Pos. | Squadra              | PCT   | G | V | P | PF  | PS |
| ---- | -------------------- | ----- | - | - | - | --- | -- |
| 1    | Helsinki Roosters    | 1.000 | 2 | 2 | 0 | 103 | 73 |
| 2    | Carlstad Crusaders   | 0.500 | 2 | 1 | 1 | 64  | 66 |
| 3    | Örebro Black Knights | 0.500 | 2 | 1 | 1 | 73  | 81 |
| 4    | Copenhagen Towers    | 0.000 | 2 | 0 | 2 | 44  | 64 |

#### Classifica Girone Est
| Pos. | Squadra          | PCT   | G | V | P | PF | PS |
| ---- | ---------------- | ----- | - | - | - | -- | -- |
| 1    | Beograd Vukovi   | 1.000 | 1 | 1 | 0 | 39 | 6  |
| 2    | Boğaziçi Sultans | 0.000 | 1 | 0 | 1 | 6  | 39 |

#### Classifica Girone Sud
| Pos. | Squadra                  | PCT   | G | V | P | PF  | PS |
| ---- | ------------------------ | ----- | - | - | - | --- | -- |
| 1    | Black Panthers de Thonon | 1.000 | 2 | 2 | 0 | 122 | 48 |
| 2    | Cineplexx Blue Devils    | 0.500 | 2 | 1 | 1 | 25  | 77 |
| 3    | Panthers Parma           | 0.000 | 2 | 0 | 2 | 41  | 63 |

#### Classifica Girone Ovest
| Pos. | Squadra               | PCT   | G | V | P | PF | PS |
| ---- | --------------------- | ----- | - | - | - | -- | -- |
| 1    | Templiers d'Élancourt | 1.000 | 2 | 2 | 0 | 85 | 30 |
| 1    | London Blitz          | 0.500 | 2 | 1 | 1 | 48 | 77 |
| 2    | Dauphins de Nice      | 0.500 | 2 | 1 | 1 | 47 | 40 |
| 3    | L'Hospitalet Pioners  | 0.000 | 2 | 0 | 2 | 22 | 55 |

## Final Four

### Squadre qualificate
| Team                     | Girone |
| ------------------------ | ------ |
| Helsinki Roosters        | Nord   |
| Beograd Vukovi           | Est    |
| Black Panthers de Thonon | Sud    |
| Templiers d'Élancourt    | Ovest  |

### Tabellone
|  | Semifinali | Semifinali               | Semifinali |                   |    | Finale         | Finale | Finale |  |
|  |            |                          |            |                   |    |                |        |        |  |
|  | 1S         | Black Panthers de Thonon | 7          |                   |    |                |        |        |  |
|  | 1S         | Black Panthers de Thonon | 7          |                   |    |                |        |        |  |
|  | 1E         | Beograd Vukovi           | 19         |                   |    |                |        |        |  |
|  | 1E         | Beograd Vukovi           | 19         |                   | 1E | Beograd Vukovi | 29     |        |  |
|  |            |                          |            |                   | 1E | Beograd Vukovi | 29     |        |  |
|  |            |                          | 1N         | Helsinki Roosters | 36 |                |        |        |  |
|  | 1W         | Templiers d'Élancourt    | 1N         | Helsinki Roosters | 36 | 37             |        |        |  |
|  | 1W         | Templiers d'Élancourt    |            |                   |    |                |        |        |  |
|  | 1N         | Helsinki Roosters        | 44         |                   |    |                |        |        |  |

### Semifinali
| Élancourt 11 luglio 2014 | Black Panthers de Thonon | 7 – 19 (7-6 0-7 0-0 0-6) | Beograd Vukovi |  |

| Élancourt 11 luglio 2014 | Templiers d'Élancourt | 37 – 44 (7-7 14-21 0-16 16-0) | Helsinki Roosters |  |

### Finale I IFAF Europe Champions League
| Élancourt 13 luglio 2014, ore 17:00 | Helsinki Roosters | 36 – 29 (7-7 7-6 7-8 15-8) referto | Beograd Vukovi | Stade Guy Boniface (500 spett.) |

## Verdetti
- Helsinki Roosters Campioni d'Europa 2014